# Baeus matthewi
Baeus matthewi är en stekelart som beskrevs av Stevens 2007. Baeus matthewi ingår i släktet Baeus och familjen Scelionidae. Inga underarter finns listade.